# 斯卡吉特县 (华盛顿州)
斯卡吉特縣（英語：Skagit County）是美国华盛顿州西北部的一個縣，面積4,974平方公里。根据2020年美國人口普查，共有人口12萬9,523人。縣治維農山莊（Mount Vernon）。該縣成立於1883年11月28日，縣名來自上斯卡吉特和下斯卡吉特印第安部落。